# Obština Breznik
Obština Breznik (bulharsky Община Брезник) je bulharská jednotka územní samosprávy v Pernické oblasti. Leží v západním Bulharsku, v Breznické kotlině a v jejích okolních pohořích. Správním střediskem je město Breznik, kromě něj zahrnuje obština 34 vesnice. Žije zde přes 5 tisíc stálých obyvatel.

## Sídla
- Arzan
- Babica
- Banište
- Begunovci[p 1]
- Bilinci
- Breznik[p 2] (sídlo správy)
- Brezniški Izvor
- Brusnik
- Dolna Sekirna[p 1]
- Dolni Romanci
- Dušinci
- Gărlo
- Giginci[p 1]
- Gorna Sekirna
- Gorni Romanci
- Goz
- Jaroslavci
- Konska
- Košarevo[p 1]
- Krasava
- Krivonos
- Murtinci
- Nepraznenci
- Noevci
- Ozărnovci
- Răžavec
- Rebro
- Režanci
- Sadovik
- Slakovci[p 1]
- Sopica
- Staňovci
- Velkovci[p 1]
- Vidrica
- Zavala

## Sousední obštiny
| Růžice kompasu |       | Dragoman        | Slivnica  | Růžice kompasu |
| Růžice kompasu | Trăn  | Sever           | Božurište | Růžice kompasu |
| Růžice kompasu | Trăn  | Obština Breznik | Božurište | Růžice kompasu |
| Růžice kompasu | Trăn  | Jih             | Božurište | Růžice kompasu |
| Růžice kompasu | Zemen | Kovačevci       | Pernik    | Růžice kompasu |

## Obyvatelstvo
V obštině žije 5 354 stálých obyvatel a včetně přechodně hlášených obyvatel 6 144. Podle sčítáni 1. února 2011 bylo národnostní složení následující:
- Bulhaři: 6 410 (96.7 %)
- Romové: 189 (2.9 %)
- Turci: 7 (0.1 %)
- ostatní: 23 (0.3 %)